# 429 TCN
Năm 429 TCN là một năm trong lịch Julius. 